# Евклідів сад

Один кут саду Евкліда, в якому «дерева» підписані координатою х при проєкції на площину x + y = 1.

Евклідів сад (неформально кажучи) — це масив з одновимірних «дерев» одиничної висоти, посаджених в точках решітки першого квадранту квадратної ґратки. Більш формально, Евклідів сад — це множина відрізків починаючи з (i, j, 0) до (i, j, 1), де i та j — додатні цілі числа.

План виду одного з кутів Евклідового саду. Дерева, які видно з початку координат, позначені синіми крапками.

Перспективне зображення саду Евкліда з початку координат. Червоні «дерева» зображають друге дерево від початку.

Деревами, що видимі з початку координат будуть дерева у вузлах решітки (m, n, 0), в яких m та n взаємно прості, тобто, коли m/n — Нескорочуваний дріб. Назва Евклідів сад походить від алгоритму Евкліда.
Якщо «сад» проєктується щодо початку координат на площину x + y = 1 (або, що те ж саме, зображена у перспективі, якщо дивитись з початку координат), то верхівки дерев утворюють графік функціï Томе. Точка (m, n, 1) проєктується в
{\displaystyle \left({\frac {m}{m+n}},{\frac {n}{m+n}},{\frac {1}{m+n}}\right).}